# Spaelotis sennina
Spaelotis sennina là một loài bướm đêm trong họ Noctuidae.